# Myrmecaelurus grammaticus
Myrmecaelurus grammaticus is een insect uit de familie van de mierenleeuwen (Myrmeleontidae), die tot de orde netvleugeligen (Neuroptera) behoort. 
Myrmecaelurus grammaticus is voor het eerst wetenschappelijk beschreven door Navás in 1912.